# Sean Sullivan (wielrenner)
Sean Sullivan (Launceston (Australië), 8 augustus 1978) is een Australisch voormalig wielrenner.

## Belangrijkste overwinningen
2002
- Challenge de Hesbaye

2003
- 2e etappe Tour of Queensland

2004
- 4e etappe Ronde van Langkawi

## Ploegen
- 2000-De Nardi-Pasta Montegrappa
- 2001- Cycling 2000 (elite)
- 2002 - Bloks Cycling Team (elite)
- 2003-Team Barloworld
- 2004-Team Barloworld
- 2005-Team Barloworld-Valsir
- 2006-Toyota-United Pro Cycling Team
- 2007-Toyota-United Pro Cycling Team
- 2008-Toyota-United Pro Cycling Team
- 2009 - Team Hotel San Jose (elite)
- 2010 - Team Hotel San Jose (elite_
- 2011-V Australia
- 2012 - Elbowz Racing
- 2013-Elbowz Racing p/b Boneshaker Project